# Ґлушина (Великопольське воєводство)
Ґлушина (пол. Głuszyna) — село в Польщі, у гміні Крашевиці Остшешовського повіту Великопольського воєводства.
Населення — 353 особи (2011).
У 1975-1998 роках село належало до Каліського воєводства.

## Демографія
Демографічна структура станом на 31 березня 2011 року:
|          | Загалом | Допрацездатний вік | Працездатний вік | Постпрацездатний вік |
| -------- | ------- | ------------------ | ---------------- | -------------------- |
| Чоловіки | 182     | 42                 | 117              | 23                   |
| Жінки    | 171     | 39                 | 93               | 39                   |
| Разом    | 353     | 81                 | 210              | 62                   |